# Безымянный (узник Кексгольма)
Безымя́нный (1750—1760-е (?) — 1810—1820-е (?), Кексгольм, Российская империя) — заключённый тюрьмы в Кексгольмской крепости, содержавшийся в атмосфере строгой тайны. Освобождён императором Александром I.

## Биография

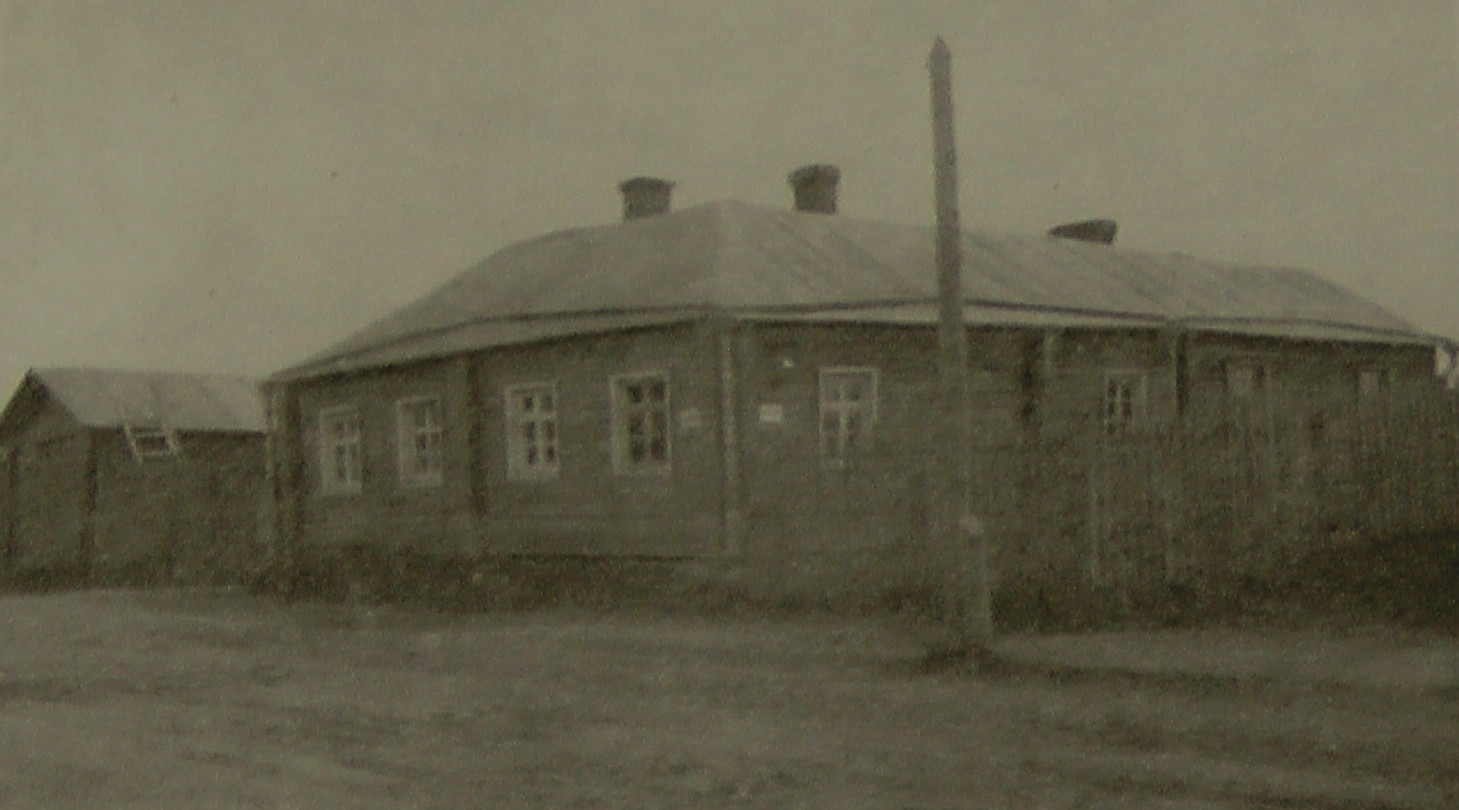
Деревянный дом в городе Кексгольм, где жил Безымянный после освобождения. Фотография конца XIX века

Узник был привезён в крепость в правление Екатерины II. Содержался в Пороховом погребе крепости Кексгольм. В документах проходил как «Безымянный». Павел I, взойдя на престол, отдал в отношении заключённого приказ «Оставить в нынешнем положении». Узника, который к тому времени почти ничего не видел, освободил Александр I, но ему было запрещено покидать Кексгольм. Бывшему узнику была назначена пенсия. Он жил в деревянном доме в Кексгольме под полицейским надзором. Его похоронили на Православном кладбище: на надгробной доске была надпись — «Безымянный» (само надгробие не сохранилось).
Местные жители с уважением относились к Безымянному, называли узника, который к этому времени утратил память и разум, но так и не открыл никому своё настоящее имя, Никифором Пантелеевичем. В книге «Käkisalmen kaupungin ja maalaiskunnan vaiheita», изданной в Лахти на финском языке в 1958 году, содержится пересказ информации о «Безымянном». Авторы привели в книге фотографию конца XIX века деревянного дома, где, по их мнению, проживал узник.

## Ранние сообщения об узнике

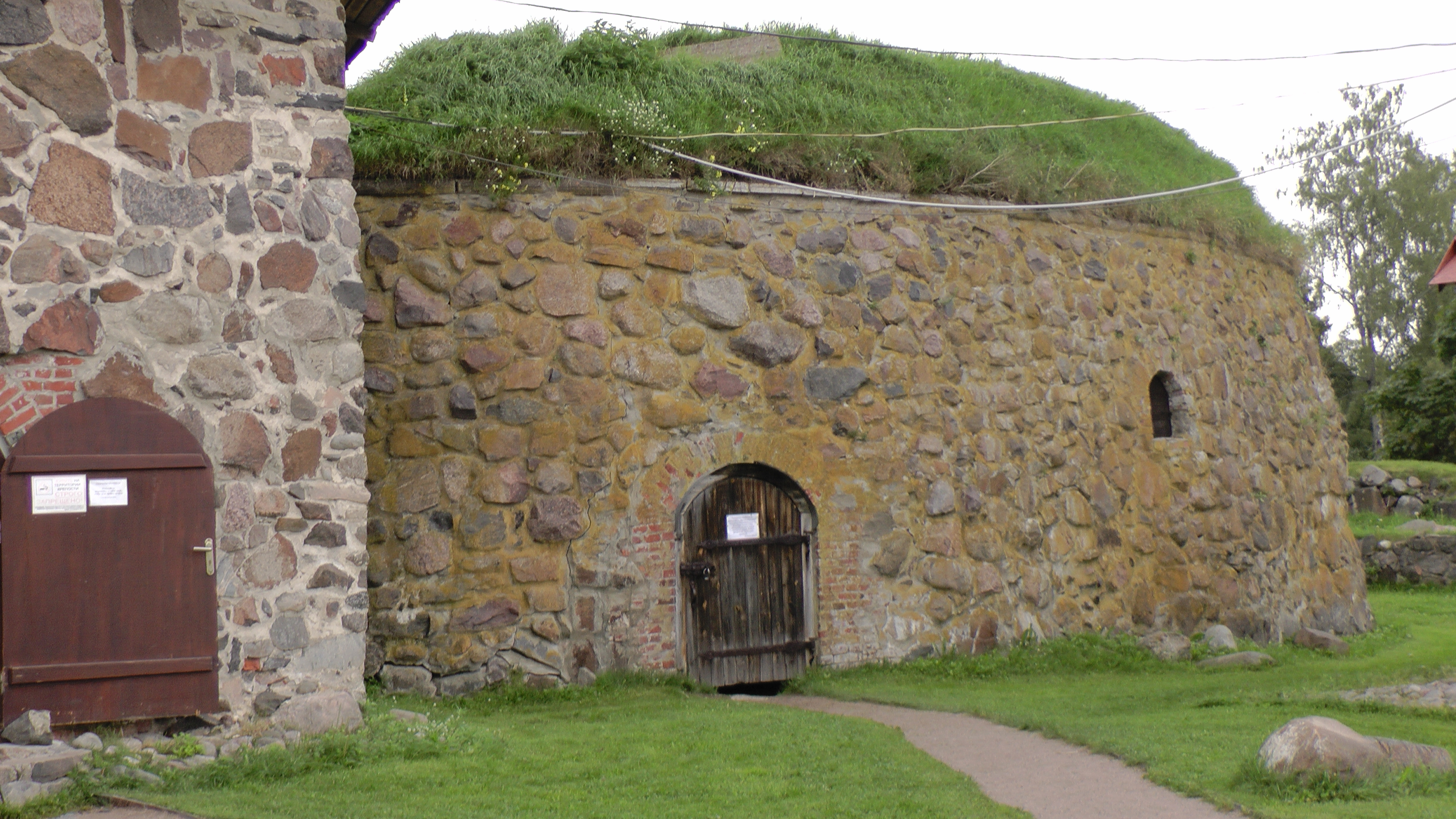
Пороховой погреб крепости Кексгольм, где содержался заключённый

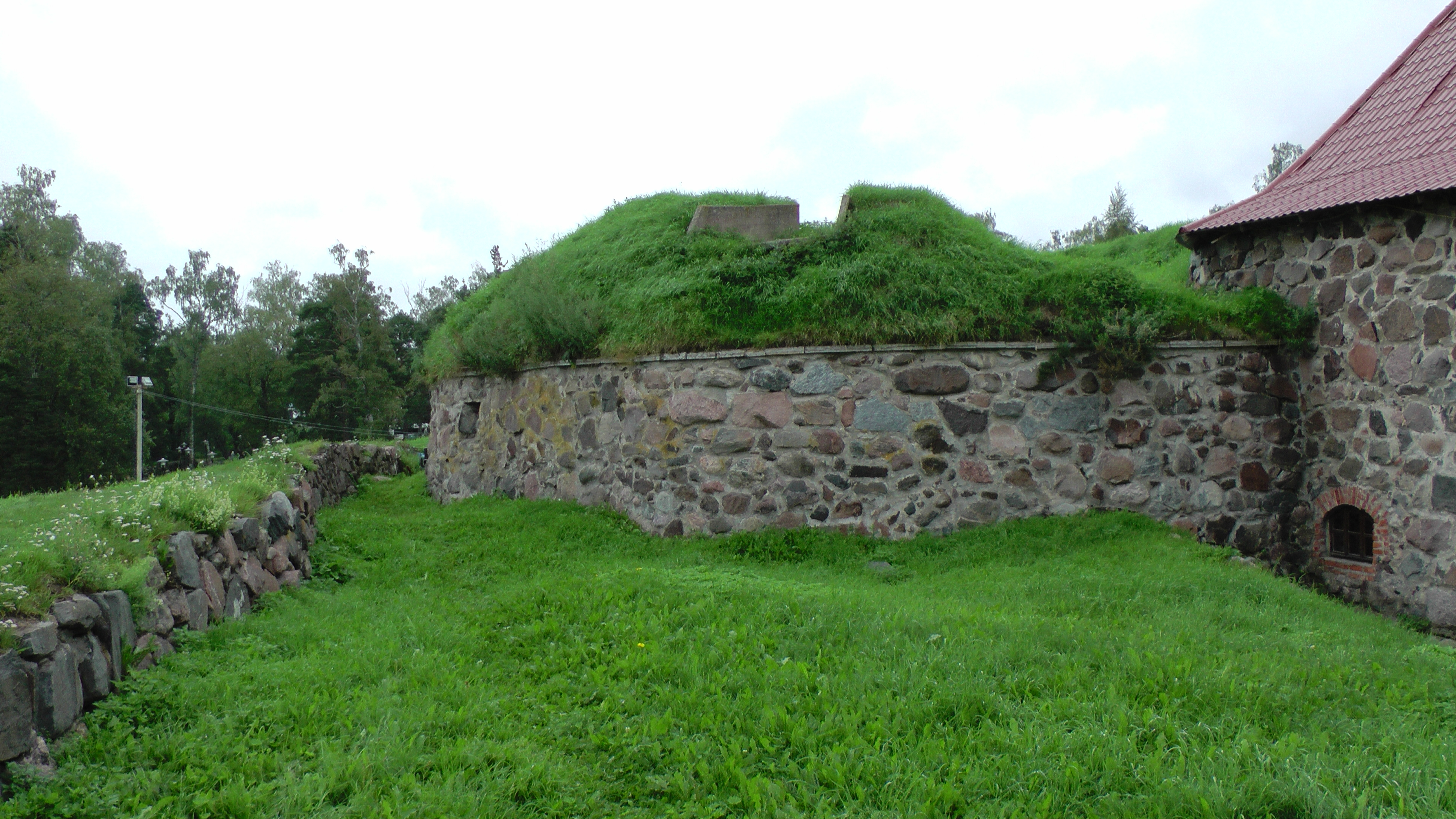
Пороховой погреб крепости Кексгольм со стороны крепостной стены

Первым опубликовал короткую заметку об узнике в 1847 году профессор-филолог Гельсингфорсского университета Я. К. Грот:

«В начале царствования императора АЛЕКСАНДРА сидел в тёмном подвале шлота какой-то преступник, которого судьба для всех покрыта была совершенною тайною. Государь, в 1803 году находясь в Кексгольме, посетил темницу и милостиво осведомлялся об имени каждого из заключённых. Когда очередь дошла до таинственного узника, то он объявил, что не может в присутствии других сказать, кто он такой. Пробыв с ним несколько минут наедине, Государь вышел от него со слезами на глазах и повелел выпустить несчастного, с тем, чтоб он оставался в Кексгольме. Он жил ещё лет пятнадцать после того, получал от казны содержание и известен был в городе под названием Безыме́нного. Проведши в заключении более 30-ти лет, он по выходе из темницы долго не мог привыкнуть к свету и в последние годы жизни совершенно ослеп. Его любили жители, из которых он ко многим часто хаживал».— Грот Я. К. 1847. Переезды по Финляндии (от Ладожского озера до р. Торнео).
В отчёте финского общества «Древностей» позже было размещено краткое сообщение почтмейстера Гренквиста. В номере журнала «Русская Старина» за январь 1876 года была помещена маленькая заметка А. А. Чуминова под названием «Таинственный узник 1802 г.», которая являлась переводом сообщения Гренквиста:
«Таинственный узник.
В отчёте финляндского общества „Древностей“ нашли мы следующий загадочный случай, сообщённый почтмейстером Гренквистом. Император Александр I, посетив в августе 1802 г. Кексгольм, приказал упразднить в нём крепость и при этом сам лично освободил из неё какую-то личность, которая была заключена в ней около 30-ти лет и принадлежала к так называемым „безымянным“. Кто могла быть эта личность?
Сообщ. А. А. Чуминов».— Чуминов А. А. Таинственный узник
В апрельском номере «Русской Старины» за 1904 год было опубликовано развёрнутое сообщение некоей Кл. Вл. З-ой под названием «Рассказ о „Безымянном“». Она вспомнила рассказ своего деда. Он ездил в Кексгольм под видом торговца навестить родственников в крепости, видел уже освобождённого узника, расспросил одного из служащих тюрьмы о нём. Это сообщение дополняет предшествующие большим количеством подробностей и называет другую дату встречи императора с узником. Привезли узника в правление Екатерины II в шинели, шапке и рубашке (лошади кареты были в мыле от быстрой непрерывной скачки), в тюремной книге он был записан как «Безымянный», содержался на хлебе и воде. Дверь в камеру, где находился заключённый, была замурована. Император Александр I посетил в августе 1802 года крепость Кексгольм. При этом он освободил из неё узника, который был там заключён уже около 30 лет. Александр беседовал с узником более часа, а после беседы выглядел заплаканным. Император приказал обмыть узника и отдал ему собственную запасную одежду, он обедал вместе с узником и подарил ему при расставании свою фуражку.

## Научные версии и отождествления
По версии старшего научного сотрудника музея-крепости Корела А. П. Дмитриева, загадочным узником был Иван Пакарин, переводчик Коллегии иностранных дел. Это был самозванец, называвший себя сыном Екатерины II и графа Никиты Ивановича Панина. Узник был внешне похож на Екатерину II. Он находился в крепости в заключении, по данным Дмитриева, с 24 июля 1785 по 4 апреля 1801 года. К этой версии склоняются И. Курукин и Е. А. Никулина в книге «Повседневная жизнь тайной канцелярии».
По версии О. Г. Усенко, Иван Пакарин выдавал себя не за сына, а за жениха никогда не существовавшей дочери Екатерины II. По мнению Усенко, Пакарин принадлежал к неславянской национальности. Усенко разделил самозванцев в правление Екатерины II на несколько категорий и относил Безымянного к особому разряду самозванцев — «блаженным». Для них самозванство было не средством достижения личной корыстной цели. Они не прятались от властей и не противопоставляли им себя, а напротив, пытались довести до властей информацию о себе, ожидали от власти официального признания и материального благополучия. Такие самозванцы верили, что займут место на троне рядом с Екатериной II. Эту группу (18 человек, или 33 % от всего количества самозванцев) составляли кроме Пакарина: Сергеев, Леонтьев, Дубровкин, Г. Васильев, Гришин, Фридрих, Мейбом, Шнидер, К. Васильев, Баташевский, Фоменко, Корсакова, Петров, Галушка, Шурыгин, Ушаков, Дьяконов.